# Ingrid Visseren-Hamakers
Ingrid J. Visseren-Hamakers (Brummen, 3 februari 1970) is een Nederlands wetenschapper en politica. Sinds 15 mei 2019 is ze hoogleraar milieubeleid en politiek aan de Radboud Universiteit. Sinds 13 juni 2023 is ze lid van de Eerste Kamer der Staten-Generaal voor de Partij voor de Dieren, en sinds 3 februari 2025 als fractievoorzitter.

## Biografie
Visseren studeerde van 1989 tot 1995 bedrijfskunde aan de Erasmus Universiteit Rotterdam. Daarnaast studeerde ze van 1993 tot 1996 milieu en maatschappijwetenschappen aan de Universiteit Utrecht, waar ze van 2005 tot 2009 ook haar promotieonderzoek naar deed. Hierna werkte ze bij de Nederlandse Wageningen Universiteit en de Amerikaanse George Mason-universiteit. Ze schreef mee aan het rapport Global assessment of biodiversity and ecosystem services van de aan de Verenigde Naties gelieerde organisatie IPBES, dat in 2019 gepubliceerd werd. Sinds 15 mei 2019 is ze hoogleraar milieubeleid en politiek aan de Radboud Universiteit.
Visseren was van 1998 tot 2002 lid van de deelgemeenteraad van het Rotterdamse IJsselmonde voor de partij GroenLinks. Voor deze partij was ze ook van 2004 tot 2007 algemeen lid en Europasecretaris in het landelijk bestuur.
Sinds 13 juni 2023 is ze lid van de Eerste Kamer der Staten-Generaal voor de Partij voor de Dieren. Haar maidenspeech hield ze daar over de implementatie van de Europese klimaatwet. Op 3 februari 2025 volgde zij Niko Koffeman op als fractievoorzitter van haar partij in de Eerste Kamer.